# Sun Prairie, Wisconsin
Sun Prairie là một thành phố thuộc quận Dane, tiểu bang Wisconsin, Hoa Kỳ. Năm 2000, dân số của thành phố này là 20369 người.